# Sergei Alexandrowitsch Kirdjapkin
Sergei Alexandrowitsch Kirdjapkin (russisch Сергей Александрович Кирдяпкин; * 18. Juni 1980 in Insar, Mordwinische ASSR, Russische SFSR, UdSSR) ist ein russischer Leichtathlet.

## Karriere
Kirdjapkin gewann bei den Weltmeisterschaften 2005 in Helsinki Gold im 50-km-Gehen.
Er ist 1,78 m groß und wiegt 66 kg.

## Doping
Im Januar 2015 wurde Kirdjapkin wegen Auffälligkeiten in seinem Biologischen Pass rückwirkend zum 15. Oktober 2012 für drei Jahre und zwei Monate gesperrt und alle Ergebnisse zwischen dem 20. Juli 2009 und dem 20. September 2009, zwischen dem 29. Juni 2010 und dem 29. August 2010 sowie zwischen dem 17. Dezember 2011 und dem 11. Juni 2012 gestrichen, also auch der Weltmeistertitel 2009. Somit hätte er seine olympische Goldmedaille von 2012 behalten. Der Weltverband IAAF legte gegen diese Entscheidung beim Internationalen Sportgerichtshof Einspruch ein. Diesem Einspruch wurde am 24. März 2016 stattgegeben und die Medaille aberkannt.

## Erfolge
- 2005: Weltmeister (50 km Gehen: 3:38:08 h)

## Persönliche Bestleistungen
- 20 km Gehen: 1:23:24 h, 1. März 2003 in Adler, Russland
- 30 km Gehen: 2:05:06 h, 1. März 2003 in Adler, Russland
- 35 km Gehen: 2:26:31 h, 1. März 2003 in Adler, Russland
- 50 km Gehen: 3:38:08 h, 12. August 2005 in Helsinki, Finnland

## Leistungsentwicklung
| Jahr | 20 km Gehen (in h) | 50 km Gehen (in h) |
| ---- | ------------------ | ------------------ |
| 2001 | -                  | 4:08:16            |
| 2002 | 1:24:38            | 3:52:19            |
| 2003 | 1:23:24            | -                  |
| 2004 | 1:23:25            | 3:43:20            |
| 2005 | -                  | 3:38:08            |
| 2006 | -                  | 4:23:27            |
| 2007 | -                  | -                  |
| 2008 | -                  | 3:48:29            |